# Coswig, Meißen
Coswig (phát âm tiếng Đức: [ˈkɔsvɪç]) là một thị xã ở huyện Meißen, bang Sachsen, Đức. Đô thị Coswig, Meißen có diện tích 25,85 km², dân số thời điểm ngày 31 tháng 12 năm 2006 là 22.164 người. Coswig có nằm bên hữu ngạn sông Elbe, cự ly khoảng 9 km về phía đông nam Meißen, và 13 km về phía tây bắc Dresden.